# 雨宮栄城
雨宮 栄城（あめみや さかき）は、日本のレーシングドライバー。
スーパー耐久、全日本GT選手権で活躍した。
元々は当時、土屋圭市が経営していた、圭オフィスの社員で、富士フレッシュマンレースに参戦していた。ビデオオプションにも出演しており、「サカキチ」の愛称で親しまれ、KRAFTから、AE86トレノで全日本GT選手権に、田中実と参戦した際などは、特集が組まれていた。
2025年現在、長野県にある 信州タケエイというリサイクル会社の社長をしている。
たまにJCCA TS サニーCUPに出場しているとの事。

## レース戦績

### 全日本GT選手権
| 年     | チーム | 使用車両                   | クラス | 1   | 2   | 3      | 4     | 5      | 6     | 7       | 順位 | ポイント |
| ------ | ------ | -------------------------- | ------ | --- | --- | ------ | ----- | ------ | ----- | ------- | ---- | -------- |
| 1999年 | KRAFT  | トヨタ・スプリンタートレノ | GT300  | SUZ | FSW | SUG 11 | MIN 5 | FSW 10 | TAI 7 | TRM Ret | 19位 | 13       |